# Römerberg (Fráncfort)

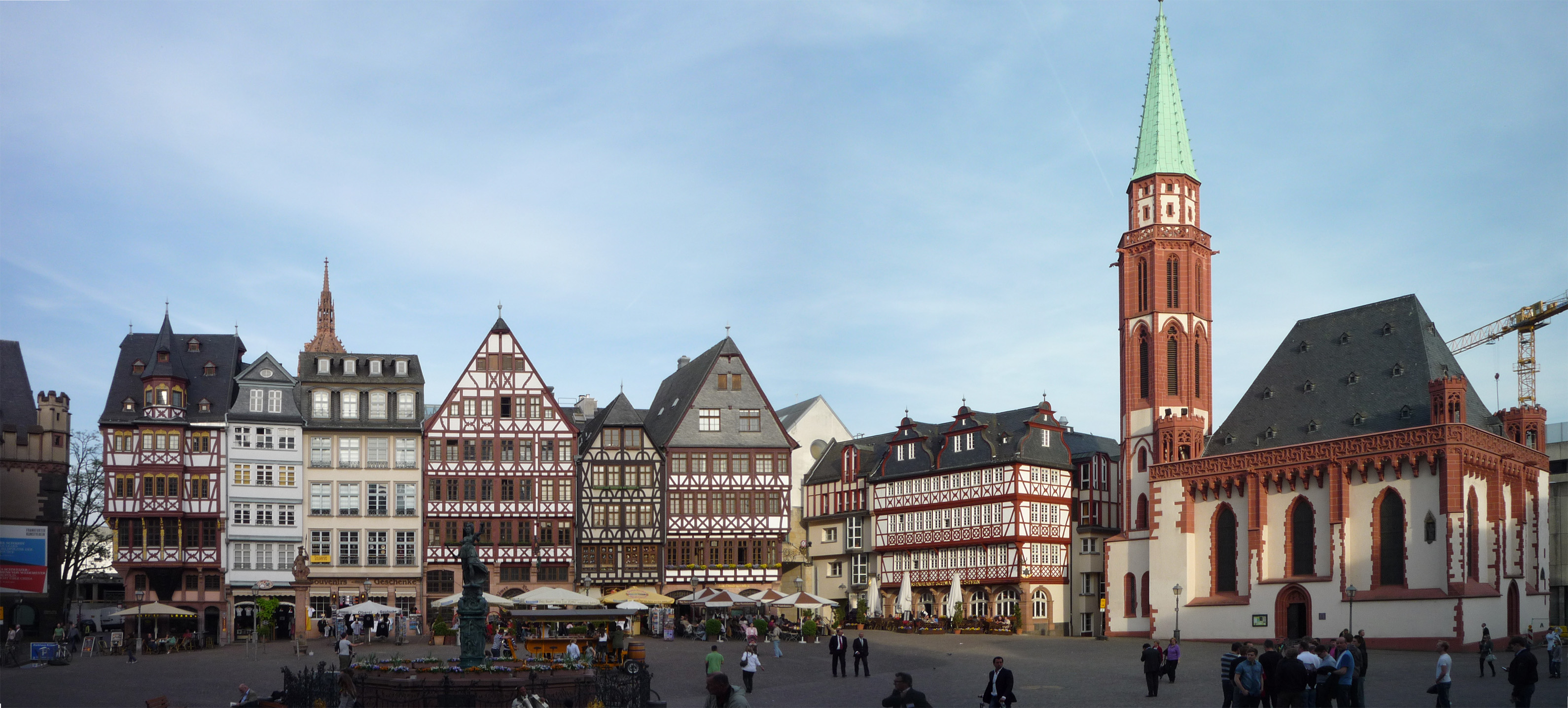
Panorámica de la plaza Römerberg, con la iglesia de San Nicolás a la derecha.

Römerberg, también escrito como Roemerberg (lit., "Montaña Romana") es una plaza situada en la ciudad alemana de Fráncfort del Meno. Está considerada como el corazón histórico de la Altstadt ("Ciudad vieja") y es una importante atracción turística en la actualidad, especialmente durante la Navidad gracias a su mercado navideño.

## Edificios y monumentos
Al oeste de la plaza se encuentra el Römer, sede del ayuntamiento de la ciudad desde el siglo XV, y al este un conjunto de seis edificios tradicionales conocidos como Oszteile, originalmente construidos en los siglos XV y XVI. Tanto el Römer como Oszteile fueron destruidos durante la Segunda Guerra Mundial y más tarde reconstruidos.
En el lado sur de la plaza está el Museo Histórico de Frankfurt, dedicado a la historia de la ciudad desde la Edad Media hasta el siglo XX, incluyendo la destrucción ocasionada por la Segunda Guerra Mundial. El museo alberga varias maquetas de la ciudad, una de las cuales la representa tal y como era en el Medievo. Frente al museo se encuentra la iglesia de San Nicolás, construida en el siglo XV en estilo gótico.
El centro de la plaza la ocupa la Gerechtigkeitsbrunnen ("Fuente de la Justicia"), del año 1543. La figura central, de frente al ayuntamiento, representa a la Justicia con su tradicional balanza, aunque sin la venda en los ojos.